# Список университетов Швейцарии
Список университетов Швейцарии составлен на основе перечня высших учебных заведений, признанных или аккредитованных Конференцией ректоров университетов Швейцарии.
Список включает 10 кантональных университетов, 2 федеральных института, 9 университетов прикладных наук, институты уровня университета, педагогические институты, высшие учебные заведения музыки и искусств, а также учреждения и программы, аккредитованные Конференцией университетов Швейцарии.

## Общее описание
Общую политику системы образования Швейцарии регулирует конфедерация, практическая и финансовая стороны находятся в ведении кантонов, которые часть вопросов передают в ведение муниципальных властей. В рамках системы высшего образования имеется десять основных кантональных университетов, три из которых находятся во франкоязычной части Швейцарии, пять — в германоязычной, один — в италоязычном кантоне Тичино, и один двуязычный университет во Фрибурге — германо-французский.
Чтобы иметь возможность учиться в университете, швейцарцам необходимо окончить среднюю школу или высшую школу с 3- или 4-летним сроком обучения. После сдачи заключительного экзамена (нем. Matura) выдаётся свидетельство, позволяющее поступить в университет.
По статистике число 27-летних швейцарцев, имеющих диплом об окончании университета, увеличилось с 5,9 % в 1980 году до 9 % в 1998 году, что связывается, в первую очередь, с увеличением числа женщин, проходящих обучение в университетах.

## Список

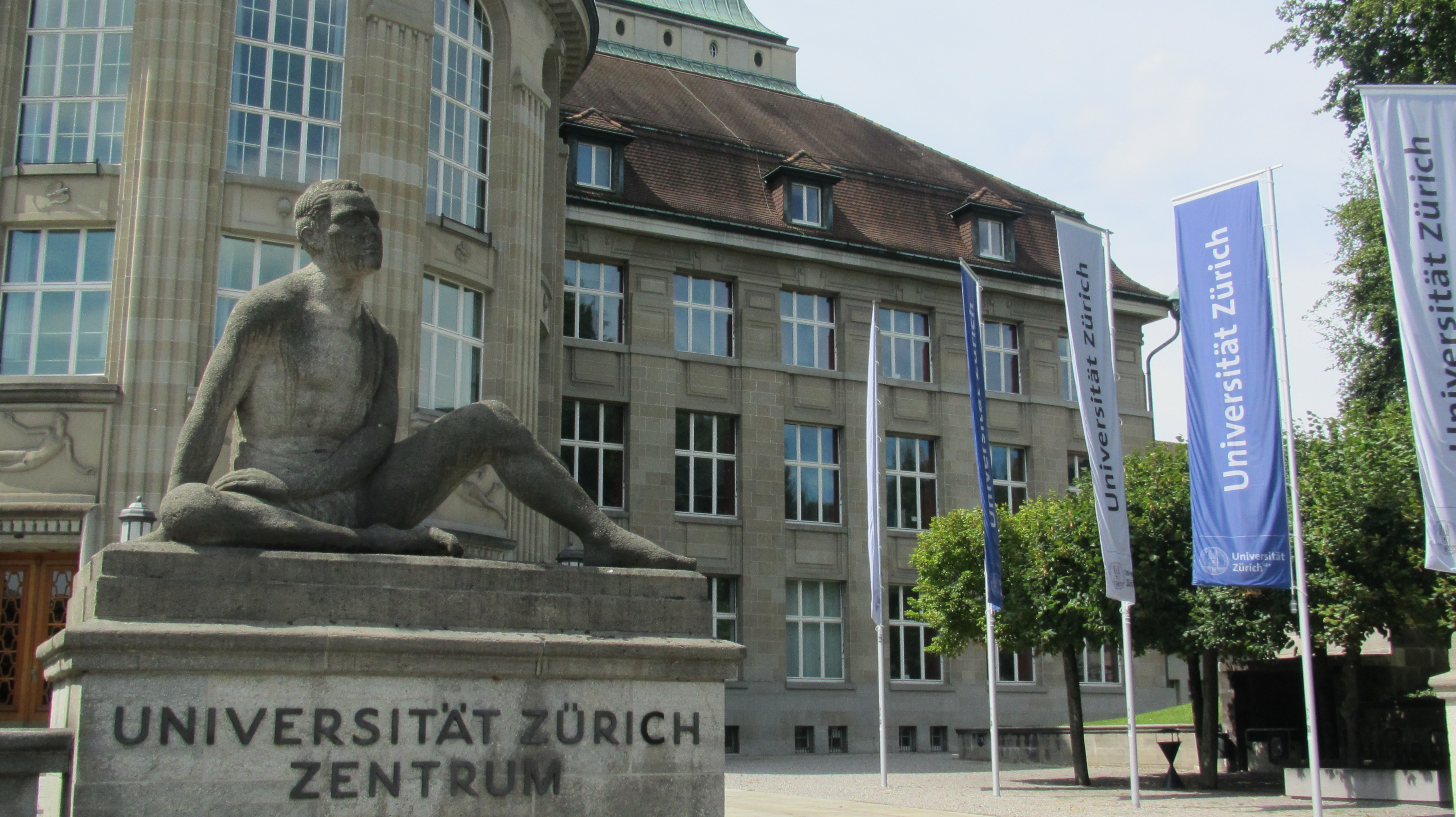
Главное здание университета Цюриха

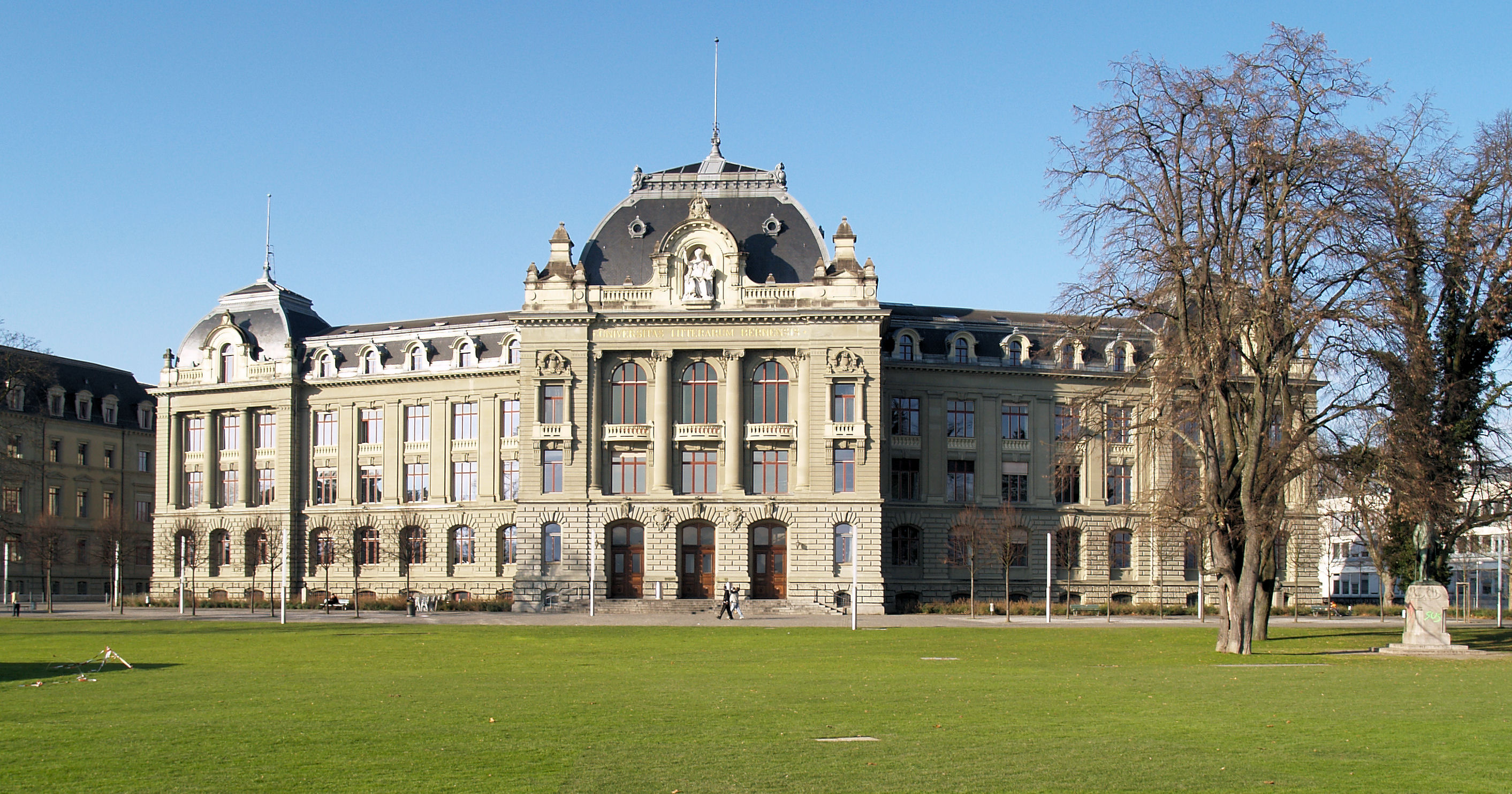
Главное здание Бернского университета

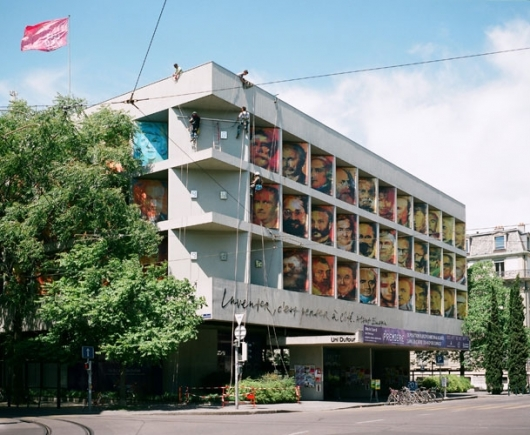
Одно из зданий университета Женевы

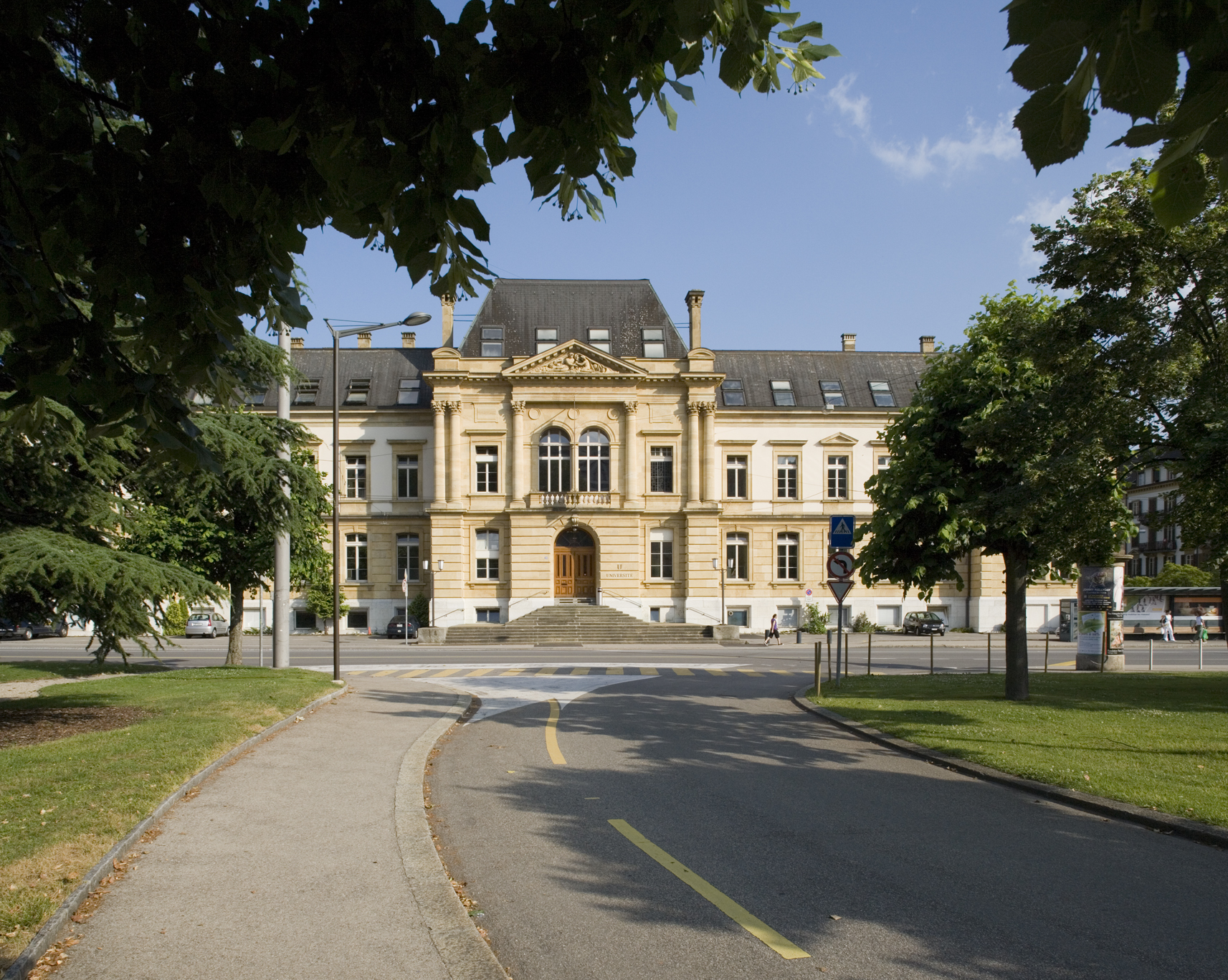
Главное здание университета Нёвшателя

### Кантональныеуниверситеты
- Базельский университет
- Бернский университет
- Университет Женевы
- Университет Лугано
- Университет Лозанны
- Университет Люцерна
- Университет Нёвшателя
- Университет Санкт-Галлена
- Университет Фрибура
- Цюрихский университет

### Федеральные технологические институты
- Федеральная политехническая школа Лозанны
- Швейцарская высшая техническая школа Цюриха

### Институты уровня университета
- Женевский институт международных отношений (IHEID)
- Высший институт государственного управления[англ.] (IDHEAP), г.Лозанна
- Университет им. Курта Боша[англ.] (IUKB), г.Сион
- Швейцарский университет дистанционного обучения (Fondation Formation universitaire à distance), г.Бриг

### Университеты прикладных наук(Fachhochschule)
| Название                                              | Аббревиатура                | Язык преподавания | Расположение                                     | Год основания | Число студентов (год) | Примечания    |
| ----------------------------------------------------- | --------------------------- | ----------------- | ------------------------------------------------ | ------------- | --------------------- | ------------- |
| Бернский университет прикладных наук                  | BFH (нем.) или BUAS (англ.) | немецкий          | Берн                                             | 1997          | 6419 (2011)           | [ 5 ] [ 6 ]   |
| Университет прикладных наук Восточной Швейцарии       | FHO                         | немецкий          | кантоны Санкт-Галлен, Тургау                     | 1999          | 4426 (2011)           | [ 7 ] [ 8 ]   |
| Университет прикладных наук Западной Швейцарии        | HES-SO                      | французский       | кантоны Фрибур, Женева, Во, Нёвшатель, Вале, Юра | 1997          | >17000 (2011)         | [ 9 ] [ 10 ]  |
| Университет прикладных наук итальянской Швейцарии     | SUPSI                       | итальянский       | Тичино                                           | 1997          | >5000 (2011)          | [ 11 ] [ 12 ] |
| Университет прикладных наук Калайдос                  |                             |                   |                                                  |               |                       | -             |
| Университет прикладных наук Ле Рош-Грюйер             |                             |                   |                                                  |               |                       | -             |
| Университет прикладных наук Люцерна                   |                             |                   |                                                  |               |                       | -             |
| Университет прикладных наук Северо-западной Швейцарии |                             |                   |                                                  |               |                       | -             |
| Цюрихский университет прикладных наук                 |                             |                   |                                                  |               |                       | -             |

### Педагогические институты
- Педагогический институт Тичино (Alta Scuola Pedagogica Ticino)
- Педагогический институт кантонов Берн, Юра и Нёвшатель (Haute école pédagogique des cantons de Berne, du Jura et de Neuchâtel)
- Педагогический институт кантона Во[фр.] (Haute école pédagogique du canton de Vaud)
- Педагогический институт кантона Вале (Haute école pédagogique du Valais / Pädagogische Hochschule Wallis)
- Педагогический институт Фрибура (Haute école pédagogique fribourgeoise)
- Цюрихский межкантональный институт коррекционной педагогики[нем.]
- Педагогический институт Граубюндена[нем.]
- Бернский педагогический институт[нем.]
- Педагогический институт северо-западной Швейцарии[нем.] (входит в FHNW)
- Педагогический институт Роршаха (Pädagogische Hochschule Rorschach)
- Педагогический институт Санкт-Галлена[нем.]
- Педагогический институт Шаффхаузена (Pädagogische Hochschule Schaffhausen)
- Педагогический институт Тургау[нем.]
- Педагогический институт центральной Швейцарии[нем.]
- Цюрихский педагогический институт[нем.] (входит в ZFH)
- Швейцарский институт логопедии Роршаха (Schweizer Hochschule für Logopädie Rorschach, SHLR)

### Высшие учебные заведения музыки и искусств
Входящие в состав университета прикладных наук итальянской Швейцарии (SUPSI):
- Консерватория итальянской Швейцарии (Conservatorio della Svizzera italiana), Лугано
- Департамент окружающей среды, строительства и дизайна (Dipartimento Ambiente, Costruzioni e Design), Каноббио
- Театральная школа Димитри (Scuola Teatro Dimitri), Вершо

Входящие в состав университета прикладных наук итальянской Швейцарии (ECAV):
- Школа искусств кантона Вале (École cantonale d’art du Valais), Сьер

Входящие в состав университета прикладных наук Западной Швейцарии (HES-SO):
- Высшая школа прикладных искусств Арк[фр.] (Haute école d’arts appliqués Arc), Ла-Шо-де-Фон
- Колледж искусств и дизайна (Haute école d’art et de design), Лозанна
- Колледж искусств и дизайна (Haute école d’arts et de design), Женева
- Женевская высшая музыкальная школа (Haute école de musique de Genève)
- Высшая музыкальная школа Лозанны (Haute école de musique de Lausanne)

Входящие в состав Бернского университета прикладных наук (BFH):
- Бернский колледж искусств[нем.] (Hochschule der Künste Bern)

Входящие в состав университета прикладных наук Северо-западной Швейцарии (FHNW):
- Колледж искусств и дизайна[нем.] (Hochschule für Gestaltung und Kunst), Базель
- Базельская школы музыки и Схола канторум Базильенсис[англ.] (Hochschule für Musik Basel und Schola Cantorum Basiliensis)

Входящие в состав университета прикладных наук Люцерна (HSLU):
- Школа искусства и дизайна Люцерна (Hochschule Luzern — Design & Kunst)
- Высшая школа музыки Люцерна (Hochschule Luzern — Musik)

Входящие в состав Цюрихского университета прикладных наук (ZHF):
- Цюрихский колледж искусств[нем.] (Zürcher Hochschule der Künste)

### Учреждения, аккредитованные Конференцией университетов Швейцарии (SUK)
Учреждения
- Курский богословский институт
- Богословский факультет Лугано (Facoltà di Teologia di Lugano[13])

Программы
- Швейцарский колледж Франклина